# بين براون
بين براون (23 نوفمبر 1988 في المملكة المتحدة - ) (بالإنجليزية: Ben Brown)‏ هو لاعب كريكت بريطاني. لعب مع نادي مقاطعة ساسكس للكركيت ‏.

## وصلات خارجية
- بين براون على موقع إي آس بي آن كريك إنفو (الإنجليزية)